# Standbeeld van Tata Colin
Het Standbeeld van Tata Colin staat op het Tata Colin Plein in Totness, in het district Coronie in Suriname.
Op 26 juli 2024 werd het startsein gegeven voor de herinrichting het Tata Colin Plein, dat er functies bij krijgt zoals een toeristisch informatiepunt, een speeltuin, en kiosken met eten, drinken, lokale producten en souvenirs.

## Tata Colin
Tata Colin, de persoon die uitgebeeld wordt, was een verzetsstrijder met grote invloed rond 1833, het jaar dat in buurland Brits-Guyana de slavernij afgeschaft werd. Dit was ook bekend op plantages als Leasowes en Burnside. Toen Colin voorspelde dat een zondvloed de heersers zou verdrinken, en de dag erna een dam doorbrak, had hij zijn reputatie als profeet gevestigd. Hij kreeg bijnamen als Tata (Vader), Gado (God) en King (Koning). Hij predikte vrijheid en werd door enkele slaafgemaakten verraden die het niet met hem eens waren. Colin werd met tien slaven overgebracht naar Paramaribo en daar ter dood veroordeeld. De voltrekking zou in Coronie gebeuren, maar voor hij overgebracht werd overleed hij door onbekende redenen in zijn cel.

## Plaquette

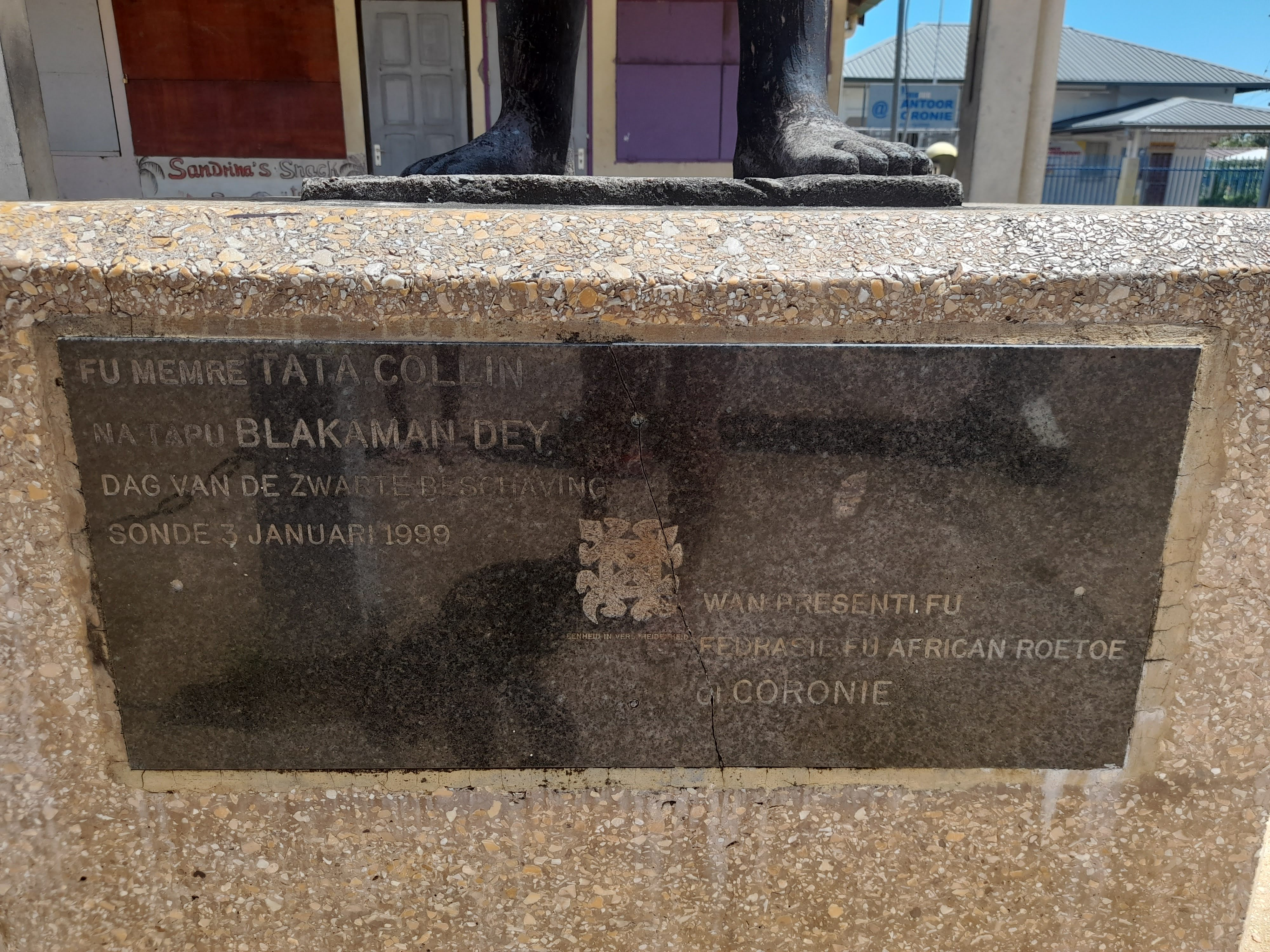
Plaquette in de sokkel

Op de plaquette in de sokkel onder het standbeeld staat de volgende tekst:
Fu memre Tata Collin
Na tapu Blakaman Dey  ...  Dag van de Zwarte Beschaving
Sonde 3 januari 1999
Eenheid in verscheidenheid
Wan presenti fu Fedrasie fu African Roetoe di Coronie
Vertaling:
Ter nagedachtenis aan Tata Colin
Op de Dag van de Zwarte Beschaving
Zondag 3 januari 1999
Eenheid in verscheidenheid
Een geschenk van de Federatie van Afrikaanse Roots van Coronie